# Trichosanthes miyagii
Trichosanthes miyagii är en gurkväxtart som beskrevs av Bunzo Hayata. Trichosanthes miyagii ingår i släktet Trichosanthes och familjen gurkväxter. Inga underarter finns listade i Catalogue of Life.